# Cimberis
Cimberis – rodzaj chrząszczy z nadrodziny ryjkowców i rodziny ryjoszowatych (Nemonychidae).
Chrząszcze o ciele długości od 3 do 5 mm, porośniętym włoskami półpodniesionymi i przylegającymi. Głowę mają szerszą niż dłuższą, zaopatrzoną w duże oczy oraz trochę krótszy od przedplecza i u szczytu rozszerzony ryjek o słabo rozwiniętej bruździe czułkowej. W przypadku podrodzaju nominatywnego u obu płci czułki osadzone są w pobliżu szczytu ryjka, natomiast u Amerocimberis czułki samców osadzone są bliżej wierzchołka ryjka niż czułki samic. Żuwaczki leżą w płaszczyźnie poziomej, są równomiernie zakrzywione i zaopatrzone w silny ząb na krawędziach wewnętrznych. Kształt wargi dolnej u podrodzaju nominatywnego jest niemal prostokątny, a u Amerocimberis prawie trapezowaty. Przedplecze jest węższe od pokryw i ma przednią krawędź niewciętą. Wydłużone w obrysie pokrywy mają prawie równoległe boki, wąskie epipleury, a ich powierzchnia pozbawiona jest rzędów. Panewki bioder środkowej pary odnóży są zamknięte. Odnóża mają pozbawione ząbków pazurki. U samicy na piątym widocznym sternicie odwłoka (V wentrycie) brak jest oszczecinionych dołeczków.
Rodzaj ten obejmuje 8 opisanych gatunków, zgrupowanych w 2 podrodzajach:
- Cimberis (Cimberis)
  - Cimberis attelaboides (Fabricius, 1787)
  - Cimberis elongata (LeConte, 1876)
  - Cimberis decipiens Kuschel, 1989
  - Cimberis pallidipennis (Blatchley & Leng, 1916)
- Cimberis (Amerocimberis) Legalov, 2009
  - Cimberis pilosa (LeConte, 1876)
  - Cimberis compta (LeConte, 1876)
  - Cimberis bihirsuta (Hatch, 1971)
  - Cimberis turbans Kuschel, 1989

Takson ten rozsiedlony jest holarktycznie, ale tylko C. attelaboides występuje w Palearktyce, w tym w Polsce, podczas gdy pozostałe gatunki ograniczone są w swym zasięgu do Ameryki Północnej.